# 문현선
문현선(門峴線)은 부산광역시 동구의 부산역과 남구의 우암역을 연결하던 4.7km의 철도 노선으로, 우암선의 지선이었다. 부산항에서 우암선으로 화물 열차를 운행할 경우 부전역까지 우회하여야 하는 문제가 있어, 1958년에 직결 선로의 성격으로 개통하였으나, 문현동 일대의 도시 확장으로 1972년에 폐지되었다.

## 노선 정보
- 노선 거리 : 4.7km
- 운영 기관 : 철도청
- 궤간 : 1435mm(표준궤)
- 통행 방식 : -
- 역 수 : 2
- 복선 구간 : 없음
- 전철화 구간 : 없음
- 보안 장치 : -

## 역사
- 1958년 3월 11일 : 부산-우암 간 4.7km 구간 개통과 함께 문현선으로 명명[1]
- 1972년 12월 1일 : 폐지[2]

## 역 목록
| 역명 | 로마자 역명 | 한자 역명 | 역간거리 (km) | 영업거리 (km) | 접속 노선 | 소재지     | 소재지 |
| ---- | ----------- | --------- | ------------- | ------------- | --------- | ---------- | ------ |
| 부산 | Busan       | 釜山      | 0.0           | 0.0           | 경부선    | 부산광역시 | 동구   |
| 우암 | Uam         | 牛岩      | 4.7           | 4.7           | 우암선    | 부산광역시 | 남구   |